# Gaywood
Gaywood är en stadsdel i King's Lynn, i unparished area King's Lynn, i distriktet King's Lynn and West Norfolk, i grevskapet Norfolk i England. Gaywood var en civil parish fram till 1935 när blev den en del av Kings Lynn. Civil parish hade 1 966 invånare år 1881. Byn nämndes i Domedagsboken (Domesday Book) år 1086, och kallades då Gaiuude.